# Diana Huebert
Diana Huebert, nacida Josephine Campbell; (1899 – 1983), más tarde Diana Huebert Faidy, fue una bailarina y coreógrafa moderna de Chicago y defensora de las humanidades experimentales, que en la década de 1930 se unió al grupo Gurdjieff en Chicago dirigido por Jean Toomer.

## Biografía
Su padre, profesor de ballet en Chicago, fue su primer contacto con la danza. Aunque tenía formación clásica, dejó Chicago para estudiar formas experimentales y vanguardistas de danza "libre", en la línea de Isadora Duncan. En París estudió con Raymond Duncan, hermano de su ídolo, y viajó por Europa para asistir a espectáculos de danza moderna.
Se convirtió en miembro del grupo Gurdjieff de Chicago. Se casó con el arquitecto Abel Faidy alrededor de 1939, y no hay registros ni constancia de que tuviera hijos de este matrimonio.

## Trayectoria
En 1953, siguió y estudió con Olgivanna Lloyd Wright.  A su regreso a los Estados Unidos, se convirtió en bailarina profesional, profesora de danza, conferencista y productora.
Se jubiló en 1969, cuatro años después de la muerte de su marido Abel Faidy. Pasó su jubilación intentando conmemorar el trabajo arquitectónico y de diseño de su marido. También escribió memorias de sus experiencias con Georges Gurdjieff en la década de 1970, que presentó a la Fundación Gurdjieff.

## Muerte
Huebert murió en Chicago en 1983.